# Desaparición de Daniel Solano
La desaparición de Daniel Solano se refiere al caso de Daniel Solano (n. Tartagal, Salta, 2 de noviembre de 1984), trabajador salteño, miembro de la comunidad guaraní Misión Cherenta, quien fue detenido por la Policía Provincial rionegrina en la madrugada del 5 de noviembre del 2011, en Choele Choel, provincia de Rio Negro, Argentina, y permanece desaparecido desde entonces. La detención se produjo durante la gobernación provincial de Miguel Saiz.
Solano fue detenido tras protestar contra la empresa Expofrut, del grupo belga Univeg, por las condiciones precarias en las que trabajaba y organizar a los trabajadores para reclamar sus derechos legales. De la causa original se desprendieron más de veinte investigaciones sobre desaparición de personas, trabajo esclavo, trata de personas, connivencia policial, empresarial, judicial y política, y desprecio a comunidades originarias y a inmigrantes.
El caso fue investigado por la justicia penal provincial, siendo caratulado como desaparición forzada, privación ilegítima de la libertad y vejaciones. La investigación concluyó en agosto de 2015, con el procesamiento —semiplena prueba de culpabilidad— de siete policías provinciales, que fueron sometidos a juicio oral por un tribunal rionegrino en 2018.
El 1 de agosto de 2018 el Tribunal Penal de General Roca, consideró que Solano había sido asesinado y condenó a prisión perpetua a siete policías por «homicidio agravado por alevosía». El fallo fue apelado. Debido a la existencia en Argentina de la garantía de presunción de inocencia, el cumplimiento de la condena sólo pudo ejecutarse cuando el fallo se encontró firme, luego de que los acusados hubieran agotado todos los recursos que la ley les garantizaba.
El último recurso fue rechazado por la Corte Suprema el día 21 de marzo de 2023 —11 años y 136 días después de su desaparición— y los siete condenados fueron arrestados de inmediato y conducidos a prisión.
Daniel Solano permanece desaparecido desde hace 13 años y 173 días.

## Contexto
Daniel Solano provenía de una familia humilde perteneciente a la comunidad guaraní de Misión Cherenta, junto a la ciudad de Tartagal (Salta). Era hijo de Gualberto Solano y tenía cinco hermanas; su madre había fallecido cuando él tenía catorce años.
Solano era un "trabajador golondrina", nombre que se le da en la Argentina al personal temporario que es contratado —exclusivamente por temporadas— para realizar trabajos agrícolas o agroindustriales lejos de su ciudad de origen. Solano trabajaba en la cosecha de manzanas, para lo cual viajaba a Choele Choel todos los años.
Según la Coordinadora contra la Represión Policial e Institucional (CORREPI) y otras ONG humanitarias, más de 195 ciudadanos desaparecieron a manos de las fuerzas policiales en Argentina entre 1983, recuperación de la democracia, y noviembre de 2013. El caso paradigmático fue la desaparición de Jorge Julio López el 18 de octubre de 2006. Otro caso de mucha repercusión fue la desaparición de Luciano Arruga, el 1 de febrero de 2009. Entre 1989 y 1999 desaparecieron 80 ciudadanos, mientras que entre 2003 y 2012 fueron 67 personas las desaparecidas.
En Río Negro ya habían desaparecido Héctor Villagrán y Pedro Cabañas Cuba en condiciones similares.

## Hechos denunciados
En 2011, Solano fue contratado por la empresa Agrocosecha, proveedora de trabajadores temporarios "golondrinas" para la poda, el raleo y la cosecha de las manzanas. Agrocosecha opera para Expofrut Argentina S.A., una empresa multinacional belga que maneja la producción, el procesamiento y la comercialización de fruta en la zona de Río Negro. Agrocosecha había informado a los trabajadores que cobraría el 4% del salario de cada trabajador, pero se quedaban con casi dos tercios de lo que la empresa multinacional Expofrut Univeg pagaba, con lo que los trabajadores recibían menos de la mitad de lo que les habían prometido; además la empresa utilizaba contratos abusivos y cláusulas leoninas y vivían en condiciones infrahumanas. Por esta razón, Solano comenzó a organizar una protesta con sus compañeros.
Solano estaba organizando una protesta entre 60 "trabajadores golondrinas" como él, cuando el 5 de noviembre de 2011 la policía lo sacó a la fuerza un local nocturno de Choele Choel, de nombre Macuba. Solano se había comunicado telefónicamente la tarde anterior a su desaparición con su padre, a quien le dijo que el lunes siguiente reclamarían el dinero que les adeudaban. A la noche se fue con sus compañeros al boliche bailable Macuba y a las 3 de la mañana fue sacado por la policía y nunca más lo vieron.
La familia denunció un posible crimen planificado por los dueños de la empresa que lo había contratado para encubrir el fraude laboral que estaban cometiendo. Supuestamente, las empresas Expofrut y Agrocosecha estafaban a sus trabajadores reteniéndoles la mitad del sueldo convenido, lo que según el abogado de Solano elevaba la cantidad estafada en los últimos cuatro años a los 18 millones de pesos. Solano estaba organizando una protesta y, según su hermana Romina Solano, «él estaba animando a los demás para hacer una protesta porque no les pagaban como les habían prometido cuando fueron a contratarlos a Tartagal».
En ese momento la causa quedó caratulada como homicidio, 34 personas fueron denunciadas por el abogado de la familia, de los que 22 eran policías rionegrinos y 7 de ellos fueron procesados —semiplena prueba de culpabilidad— y detenidos. Los siete policías acusados fueron: Sandro Berthe, Juan Barrera, Pablo Bender, Diego Cuello, Andrés Albarrán, Diego Quidel y Héctor Martínez.
Según un informe de CORREPI, Solano fue desaparecido porque se negó a denunciar a sus compañeros. La Secretaría de Trabajo dictaminó que a Solano lo estafó la empresa.
Según Sergio Heredia, el abogado de la comunidad guaraní de Misión Cherenta, en Tartagal:

A Solano lo mandaron a matar unos empresarios para que no reclamara por su salario. Habían contratado a policías y planificaron una trampa en un boliche local. Lo hicieron en cuestión de horas. Luego la justicia y los funcionarios locales desviaron la pesquisa, comprado testigos para hacer creer que Solano había desaparecido por cuenta propia, a empezar una nueva vida en Neuquén.

Según la familia, Solano habría sido asesinado en la comisaría Octava, su cuerpo habría sido abandonado en el campo “La Manuela” y le habrían echado cemento encima. La causa quedó vinculada a la de Héctor Villagrán, jujeño, y Pedro Cabaña Cuba, paraguayo, desaparecidos en circunstancias similares en la misma provincia.

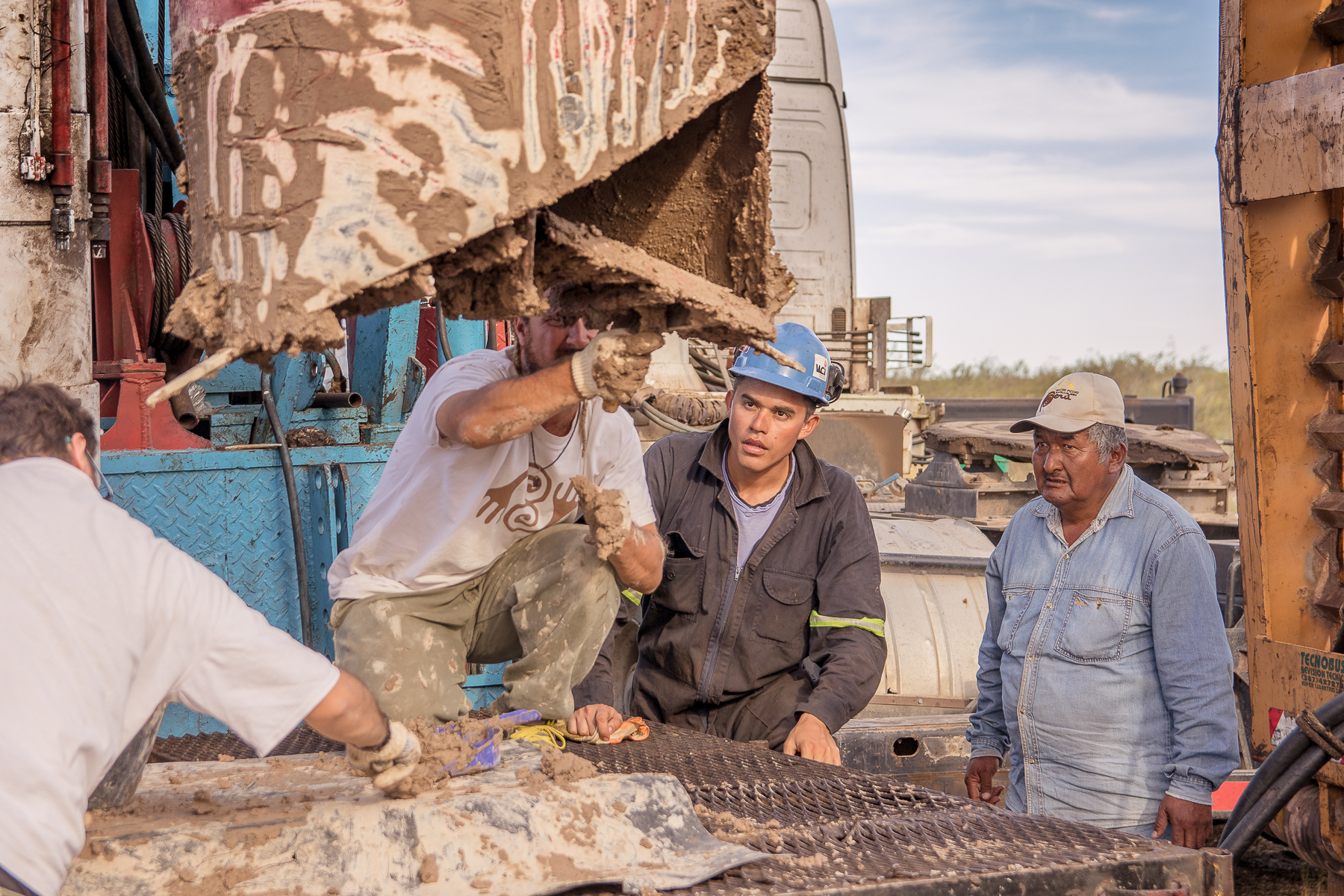
Gualberto Solano en la búsqueda del cuerpo de Daniel en el campo La Manuela. Valle Medio, Río Negro.

El 19 de julio de 2012 fueron detenidos los siete policías acusados de secuestrar, asesinar y hacer desaparecer a Solano. El delito quedó caratulado como desaparición forzada de persona. En agosto de 2015, al cerrarse la investigación judicial y elevar la causa a juicio, los acusados fueron liberados.

## Repercusiones
Un mes después de la desaparición, el Congreso Nacional derogó el Régimen de Trabajo Agrario, reemplazado por un nuevo Estatuto del Peón, la Ley de Trabajo Agrario, y se creó el Registro Nacional de Trabajadores y Empleados Agrarios (Renatea).
A partir de su desaparición se dieron muchas marchas pidiendo por su aparición con vida, reclamándole a la Justicia que investigara. Las investigaciones habrían dejado al descubierto la complicidad de los mecanismos del Estado para sostener la explotación laboral de los trabajadores y la colaboración de las fuerzas policiales con la empresa.
En 2012, según el abogado de la familia Solano, Sergio Heredia:

...empieza a salir a flote en el caso Solano todo lo que significa la trata de personas, la explotación (...) Al principio el Gobierno de Río Negro apoyó, pero cuando vieron que se empezaban a vincular nombres de peso se corrió. Después vino el Secretario de Derechos Humanos de la Nación, Martín Fresneda, pero cuando se le pidió por oficio la ayuda no contestó nunca, la exMinistra Nilda Garré tampoco, dijeron que se les había perdido el oficio que les habíamos enviado.

En julio de 2013 hubo una marcha multitudinaria en la que se entregó un petitorio al gobernador, Alberto Weretilneck. También realizó una campaña denunciando la supuesta complicidad del gobierno nacional con el aparato represivo que viene de la época de la dictadura.
Su imagen se hizo muy conocida; los pedidos para su aparición se reproducen en grafitis y murales por toda la Argentina. Muchas organizaciones convocaron distintas marchas y movilizaciones pidiendo por su aparición con vida, entre ellas ACTIVAR Lucha y Organización Contra el Genocidio y la Impunidad, Coordinadora Norpatagónica Contra la Violencia Institucional, Multisectorial de Mujeres de Cipolletti, Gremial de Abogados y abogadas de Neuquén, Colectivo Cultural Mapuche “PEUHUMANGUEN”, Kasandras- Feministas Libertarias, Secretaría de DDHH- CTA Neuquén, MST Neuquén, PO Neuquén, PTS Neuquén, Unter Cipolletti y CTA Río Negro. Todos los años se realizan marchas pidiendo por su aparición.
En mayo de 2013 la presidenta de la nación, Cristina Fernández de Kirchner, declaró que «hoy afortunadamente nadie puede desaparecer de ningún lado; al contrario, estamos todos vivitos y coleando». La frase, destacada en sus titulares por diversos medios de comunicación, fue inmediatamente replicada por familiares de algunos de los desaparecidos en la Argentina desde la última dictadura militar y por políticos de la izquierda radical, que recordaron a la presidenta los casos de Jorge Julio López, Daniel Solano y Luciano Arruga, además de las más de trescientas mujeres desaparecidas por las redes de trata, según denunciaba en septiembre de 2013 el por entonces candidato a diputado Christian Castillo, del PTS, al tiempo que hacía memoria de aquellas afirmaciones de la presidenta.
A finales de 2013, la familia de Solano viajó a Río Negro y puso una carpa frente al Juzgado N.º 31, para reclamar justicia.
En noviembre de 2015, la Cámara de Diputados de la Nación Argentina aprobó por unanimidad una declaración —propuesta por la diputada Myriam Bregman— de "acompañamiento a la familia, amigos y al abogado del joven Daniel Solano", expresando su "enorme preocupación ante la reciente decisión del juez Julio Martínez Vibot que liberó a los 7 policías de la provincia de Río Negro acusados por la desaparición y asesinato de Daniel, sembrando un nuevo manto de impunidad", denunciando "el entramado mafioso entre policías, justicia y empresas que llevaron a la muerte a Daniel" y expresando también preocupación "ante las reiteradas amenazas e intimidaciones que vienen sufriendo los familiares y el abogado de Daniel Solano."
La ministra de Derechos Humanos de la provincia de Salta, Marianela Cansino se reunió con Sergio Heredia, el amigo de Solano que se dedicó a mantener vivo el caso, quien le había enviado días antes el documental sobre Solano a la ministra. Sin embargo, al momento de la reunión ella no parecía estar enterada bien del caso ni había tenido tiempo de ver el documental.
Cinco años después de su desaparición, las Madres de Plaza de Mayo de Neuquén y Alto Valle sacaron el siguiente comunicado:

El caso de Daniel Solano que seguimos y apoyamos desde el comienzo, es uno más entre muchos que suceden en “democracia”, con la complicidad de las fuerzas de seguridad, empresariales, jurídicas, de poder, que gozan de gran impunidad y deciden sobre las vidas”.

El 3 de noviembre de 2017 fue designado por Mauricio Macri como embajador de Argentina en Estados Unidos Fernando Oris de Roa, nombramiento que fue criticado por algunos medios que recordaron que el nuevo embajador había sido director de Expofrut SA, la empresa para la que trabajaba Daniel Solano. Anteriormente Fernando Oris de Roa había sido subsecretario de Inversiones del Gobierno de la Ciudad de Buenos Aires.
A raíz del nombramiento de Oris de Roa como embajador, medios digitales hablaron de la responsabilidad en el caso Solano tanto de miembros del gobierno anterior como del gobierno de Macri, con el que vinculaban al embajador Oris de Roa y a Gerónimo Venegas, titular en el momento de la desaparición del sindicato de trabajadores rurales UATRE, al que señalaban como «cómplice de su explotación, desaparición y posterior impunidad en el caso (...) militante del actual gobierno [muerto] sin haber sido siquiera indagado al respecto».

## Causa judicial
El caso Solano tenía en diciembre de 2014 un expediente de más de cincuenta cuerpos,
La primera hipótesis que manejó la Justicia fue que Solano se había retirado borracho del boliche y se había ido por su cuenta. La versión de la empresa Agrocosecha fue que Solano se había ido a Neuquén a buscar trabajo por su cuenta; la primera jueza de la causa, Marisa Bosco, mantuvo esa hipótesis, por lo que fue recusada por encubrimiento y se jubiló justo después de haber sido apartada de la causa, antes de que pudiera ser sometida a juicio político. La familia de Solano hizo un acampe frente al juzgado penal en reclamo por un avance. Tanto la familia como los testigos fueron amenazados. Las pertenencias de Solano habían quedado en el galpón en donde se hospedaba y no se había llevado sus cosas.
Luego la Justicia procesó a siete policías por desaparición forzada de persona. La causa está caratulada como homicidio, con veintidós policías imputados y trece procesados. El 19 de julio de 2012 la Justicia detuvo a siete policías rionegrinos: Sandro Berthe, Juan Barrera, Pablo Bender, Diego Cuello, Andrés Albarrán, Diego Quidel y Héctor Martínez. La Jueza Natalia Constanzo los trasladó del Penal N.º 1 de Viedma a la prisión de la localidad de Lamarque, a pocos kilómetros de donde acampaba la familia Solano, luego de que los policías iniciaran un motín para pedir que los llevaran a un penal cerca de sus familiares.
La investigación judicial tuvo muchas irregularidades. Además se desprendieron muchas causas e investigaciones en forma paralela. El geólogo Walter Ovejero fue llamado para realizar un pozo en un campo buscando su cadáver, pero nunca apareció.
El 21 de agosto de 2013, la jueza Constanzo presentó una inhibición y se excusó de continuar a cargo del caso. La causa pasó al Juez Soto, quien renunció un mes después. El 11 de agosto de 2015, el juez penal Julio Martínez Vivot dispuso la elevación a juicio de los policías detenidos y los liberó bajo fianza, tras tres años de prisión preventiva sin juicio y después de haber impuesto en julio una fianza de 400 000 pesos a los siete policías acusados.
Una vez comenzado el juicio, la justicia provincial declaró su incompetencia y debió ser suspendido. El juez Julio Martínez Vivot y el fiscal Guillermo Bobrato consideraron que el caso debía pasar a la Justicia Federal porque estaba caratulada como desaparición forzada de personas. En diciembre de 2015 la justicia provincial de Río Negro, a través del Superior Tribunal de Justicia, decidió abandonar la causa y que la misma pasara al fuero federal. La competencia sobre a qué juzgado le correspondía juzgar fue muy discutida.
El caso pasó a la Corte Suprema de Justicia, que a su vez devolvió el caso a la justicia de Río Negro. Pasó a la Cámara Segunda en lo Criminal de General Roca.
El 1 de agosto de 2018, el tribunal integrado por los jueces María Evelina García Balduini, Oscar Gatti y Gastón Martín, decidió condenar a prisión perpetua a los policías Sandro Gabriel Berthe, Pablo Federico Bender, Héctor César Martínez, Juan Francisco Barrera, Pablo Andrés Albarrán Cárcamo, Pablo Roberto Quidel y Diego Vicente Cuello por «homicidio agravado por alevosía» por la desaparición forzada de Daniel Solano. A la espera de que la sentencia quedase firme, los policías continuaron en libertad.
En diciembre del mismo año, el Supremo Tribunal de Justicia de Río Negro ratificó la calificación de la pena y la sentencia de los siete condenados, aunque rechazó aplicar la prisión efectiva; la causa pasó así a la Corte Suprema de Justicia de la Nación, instancia definitiva de la cual depende la efectivización de las condenas.
El último recurso fue rechazado por la Corte Suprema el día 21 de marzo de 2023 —11 años y 136 días después de su desaparición— y los siete condenados fueron arrestados de inmediato y conducidos a prisión.

## Encubrimiento
La denuncia de la desaparición realizada por el padre de Solano había desaparecido también. Por ese motivo se hizo una nueva denuncia y abrió una causa penal para investigar qué había pasado con esa primera denuncia.
Hubo denuncias de encubrimiento por parte de las fuerzas políticas, funcionarios del gobierno y el poder judicial por cajonear la causa con la intención de encubrir a los responsables intelectuales de la desaparición. Del encubrimiento fueron acusados los gobiernos provincial y nacional.
El 15 de agosto de 2013, la legislatura de la provincia del Neuquén aprobó por unanimidad una declaración sobre la trama de impunidad y encubrimiento en la desaparición de Solano. La familia Solano denunció que no se avanzó con la causa para encubrir al resto de los responsables.
Cristian Bonin, el párroco de Choele Choel, que acompañaba a la familia Solano, fue amenazado por preguntar adonde estaba Daniel Solano. Además, la desaparición fue vinculada con la trata de personas.

## Solano en el arte
El documental ¿Dónde está Daniel Solano? Diario de una causa fue seleccionado para participar en el Festival Latinoamericano de Cine Independiente de Bahía Blanca.